# 磨消縄文
磨消縄文（すりけしじょうもん）は、縄文土器および弥生土器に見られる文様の一つ。土器の表面に縄文を施し、沈線で区画し、区画に応じて縄文をすり消す手法で作られた文様である。また沈線で区画してから縄文を施して同じ効果を上げるものもある。縄文前期、中期、後期、晩期に発達し、東日本では弥生土器にも引き継がれた。